# Buřňák Cookův
Buřňák Cookův (Pterodroma cookii) je jeden z nejmenších druhů buřňáků. Vyskytuje se v Tichém oceánu, hnízdí pouze na Novém Zélandu na ostrůvcích Whenua Hou, Malém bariérovém ostrově a částečně i Velkém bariérovém ostrově. Kolonie druhu se původně vyskytovaly i na Severním a Jižním ostrově, avšak byly zlikvidovány invazními druhy savců.

## Systematika
Druh poprvé popsal George Robert Gray v roce 1843 na základě exempláře, který pořídil německý přírodovědec Ernst Dieffenbach v roce 1839 u říčky Mangaorak v severním Taranaki (jihozápad Severního ostrova). Druhové jméno cookii je poctou kapitánu Jamesi Cookovi.

## Rozšíření a populace

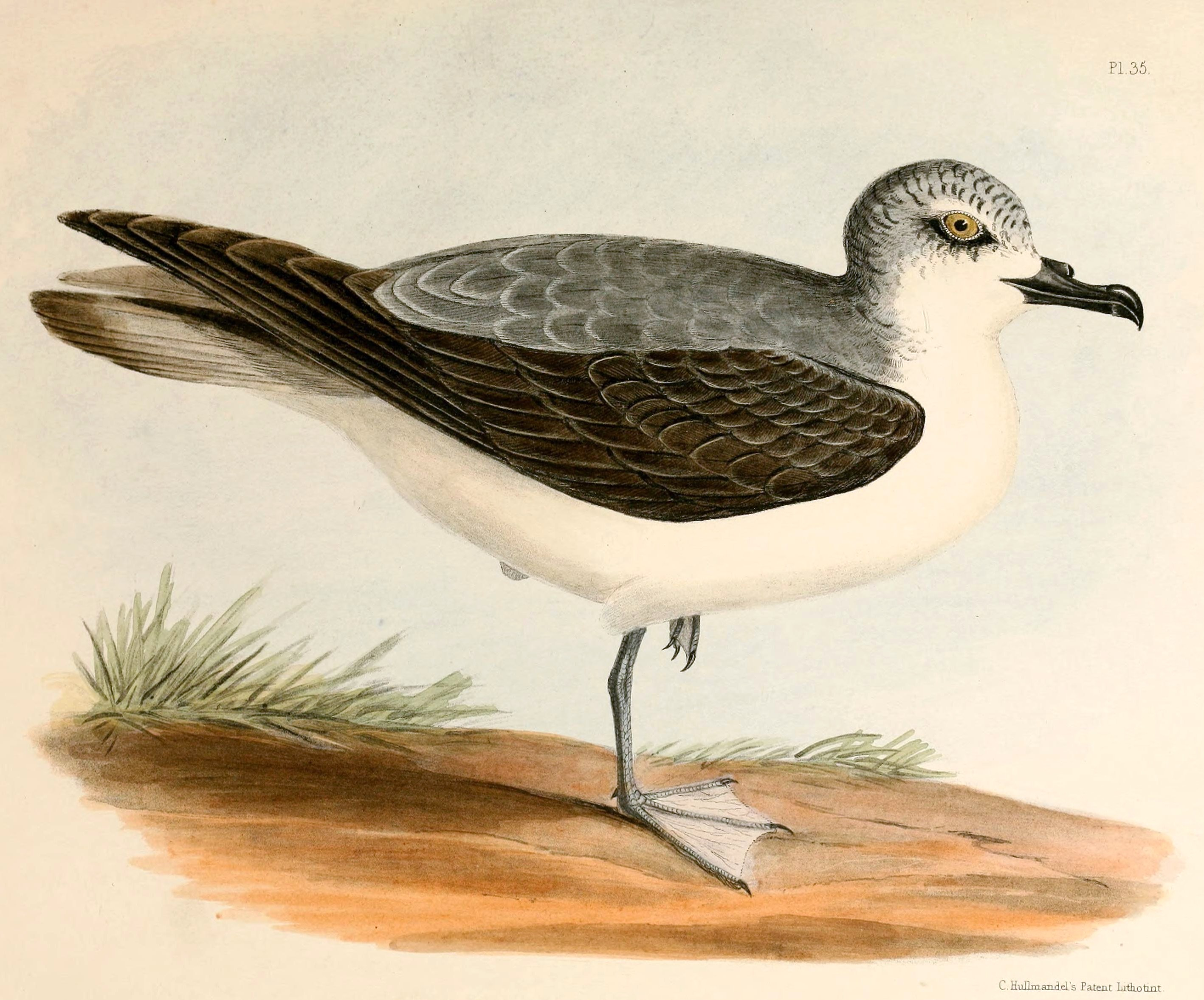
Ilustrace buřňáka Cookova (Charles Joseph Hullmandel, 1844)

Buřňák Cookův je mořský pták, který tráví čas na moři, avšak přilétá na břeh zahnízdit. Holocenní nálezy ukazuji, že se původně jednalo o ptáka široce rozšířeného napříč Novým Zélandem a kdysi hnízdil v kopcovitých zalesněných oblastech do nadmořských výšek 1000 m ve vzdálenostech 20–30 km od břehu. S osídlením Nového Zélandu lidmi však bylo na tyto ostrovy dovlečeno množství invazivních druhů savců jako jsou krysy nebo lasicovité šelmy, které rychle vyhladily tyto vnitrozemské kolonie. Zachovány zůstaly pouze 3 kolonie, a sice na novozélandských ostrůvcích Whenua Hou (jižní cíp Jižního ostrova) a na Malém a Velkém bariérovém ostrově (severní cíp Severního ostrova).
Zdaleka největší populace se dnes nachází na Malém bariérovém ostrově (650 000 dospělých jedinců podle odhadu z roku 2007). Velký bariérový ostrov hostí pouze několik hnízdních párů, které patrně pochází z Malého barierového ostrova. Na Whenua Hou se v roce 2008 nacházelo kolem 15 000 dospělců. Celkový počet dospělých buřňáků Cookových se tak odhaduje na něco kolem 670 000.

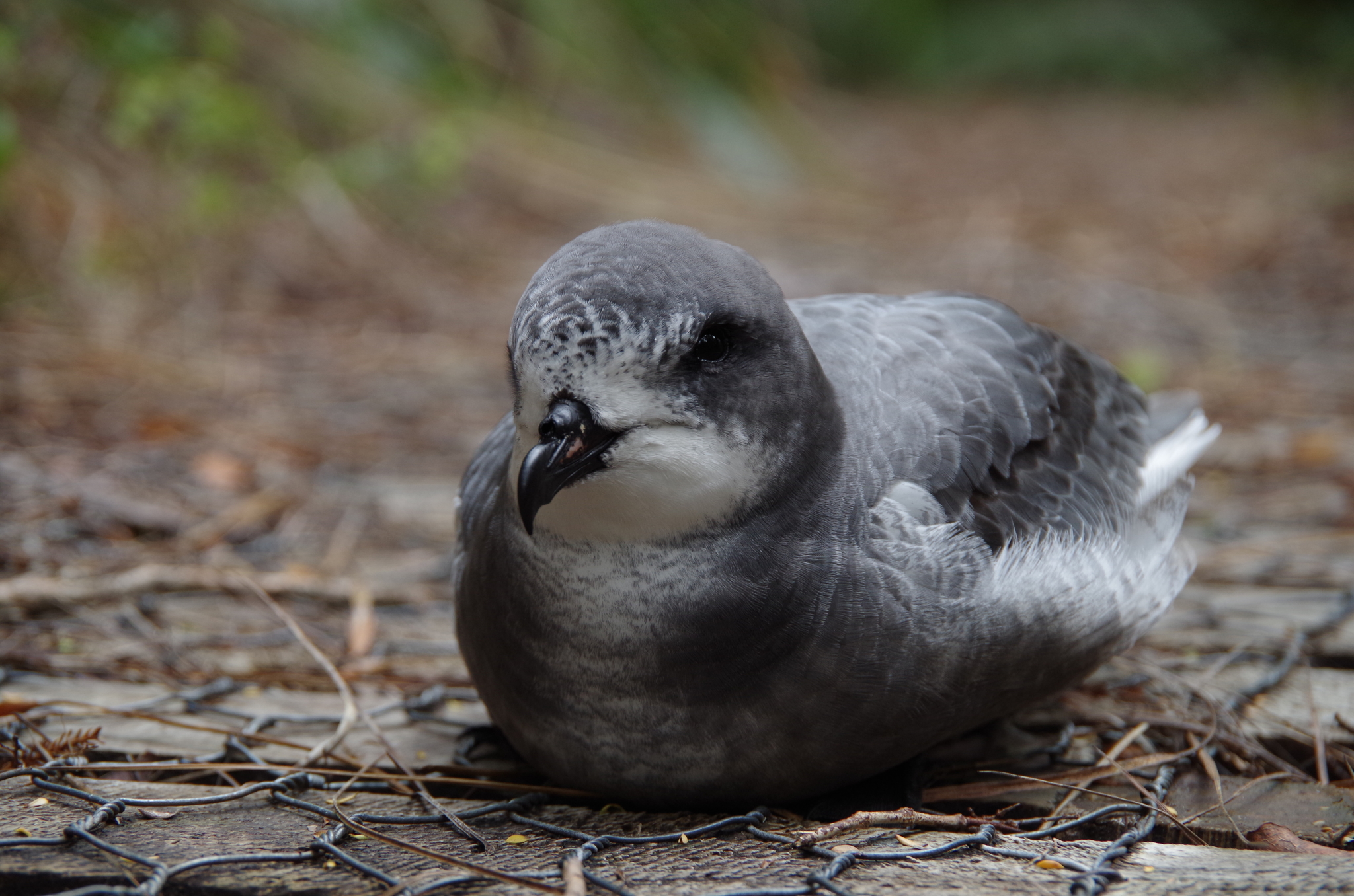
Buřňák Cookův

Mezi populacemi z Malého bariérového ostrova a Whenua Hou panují významné ekologické i morfologické rozdíly. Např. ptáci z Whenua Hou zahnizďují o měsíc později než ti z Malého bariérového ostrova a jsou také těžší. Podrobné terénní a genetické výzkumy z 21. století navíc ukázaly, že obě populace se liší i ekologicky a v zimní, disperzní fázi se mezi sebou nemísí. V roce 2020 bylo proto navrženo, aby tyto populace byly považovány za samostatné poddruhy, a sice:
- Pterodroma cookii cookii (Malý bariérový ostrov)
- Pterodroma cookii orientalis (Whenua Hou)

V rámci ochranných opatření druhu došlo k translokaci menší části populace buřňáků Cookových na pevninu. Např. v pohoří Maungaharuru v Hawke's Bay byly počátkem desátých let 21. stoletý vypuštěny stovky jedinců z Malého bariérového ostrova. V roce 2018 se ptáci začali pomalu vracet a zahnizďovat.

## Popis

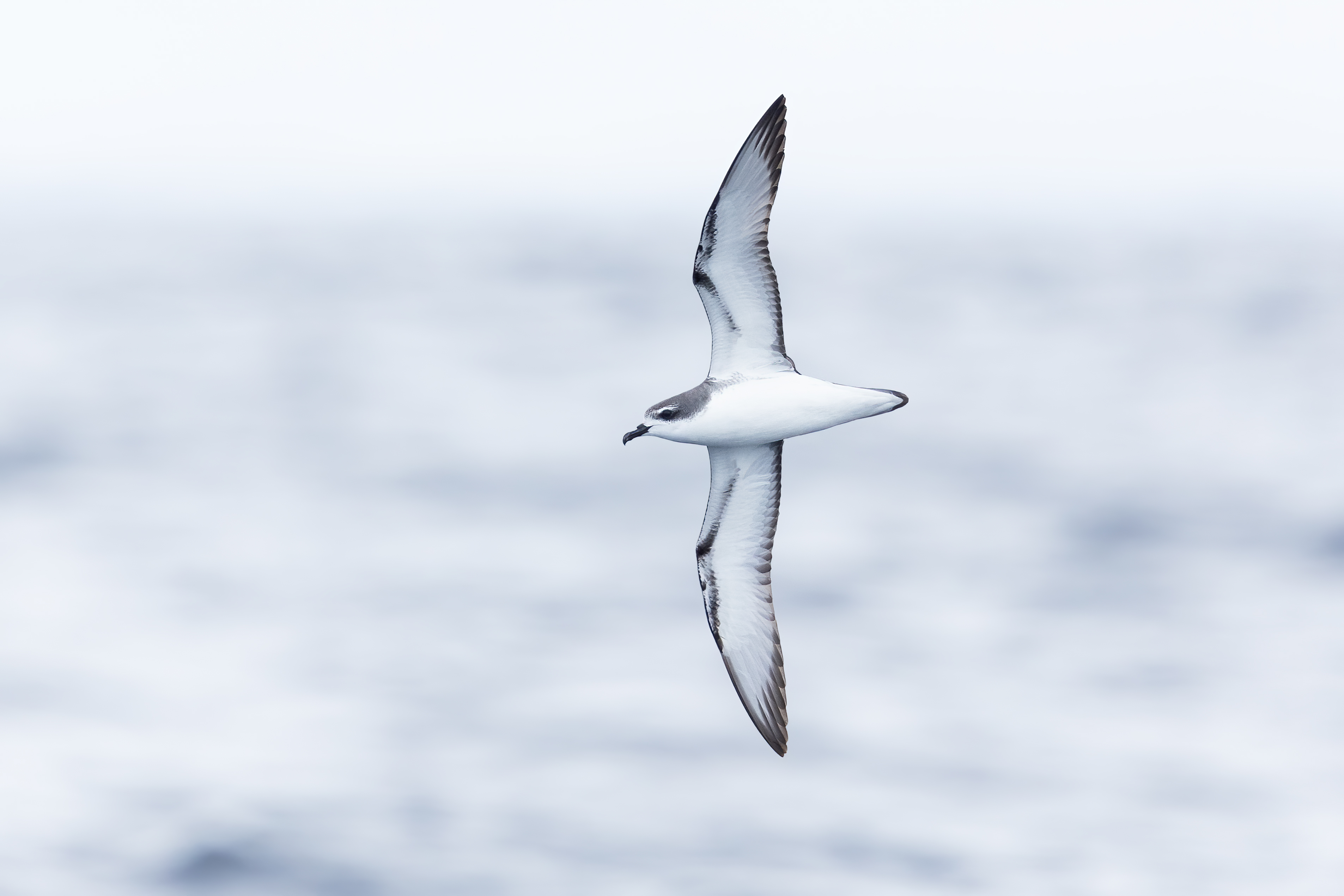
Buřňák Cookův v letu

Jedná se o malého buřňáka s délkou těla kolem 25–30 cm, rozpětím křídel kolem 65 cm a váhou kolem 190 g. Zatímco svrchní strana těla je převážně šedohnědá, spodina je bílá. Křídla jsou dlouhá, tenká a zašpičatělá, přes svrchní stranu se táhne tmavý vzor ve tvaru písmene M. Spodní strana křídel je převážně bílá, v ohbí křídla se nachází tmavší skvrna, ze které se vine krátká linka směřující ke špičce křídla a další směrem k tělu. Ocas je v letu zašpičatělý. Tmavý zobák je dlouhý 25–30 mm. Nohy jsou šedomodré, báze blán jsou nažloutlé a prsty a konce blán jsou tmavé. Přes tmavé oči jsou umístěny tmavé skvrny.

## Biologie
Na hnízdištích jsou buřňáci aktivní hlavně v noci; vrací se tam asi hodinu po západu slunce za ohlušujícího křiku. V hnízdních kolonií vydávají časté, hlasité trojslabičné kek-kek-kek. K největším aktivitám dochází během bouřkových velmi tmavých nocí. Živí se malými korýši, desetiramenatci a rybkami, které sbírá z hladiny moře, avšak dokáže se i potápět až do hloubek k 28 metrům. Podobně jako řada jiných trubkonosých, i buřňáci Cookovi sbírají potravu stovky až tisíce kilometrů daleko od svých hnízdišť.

### Hnízdění

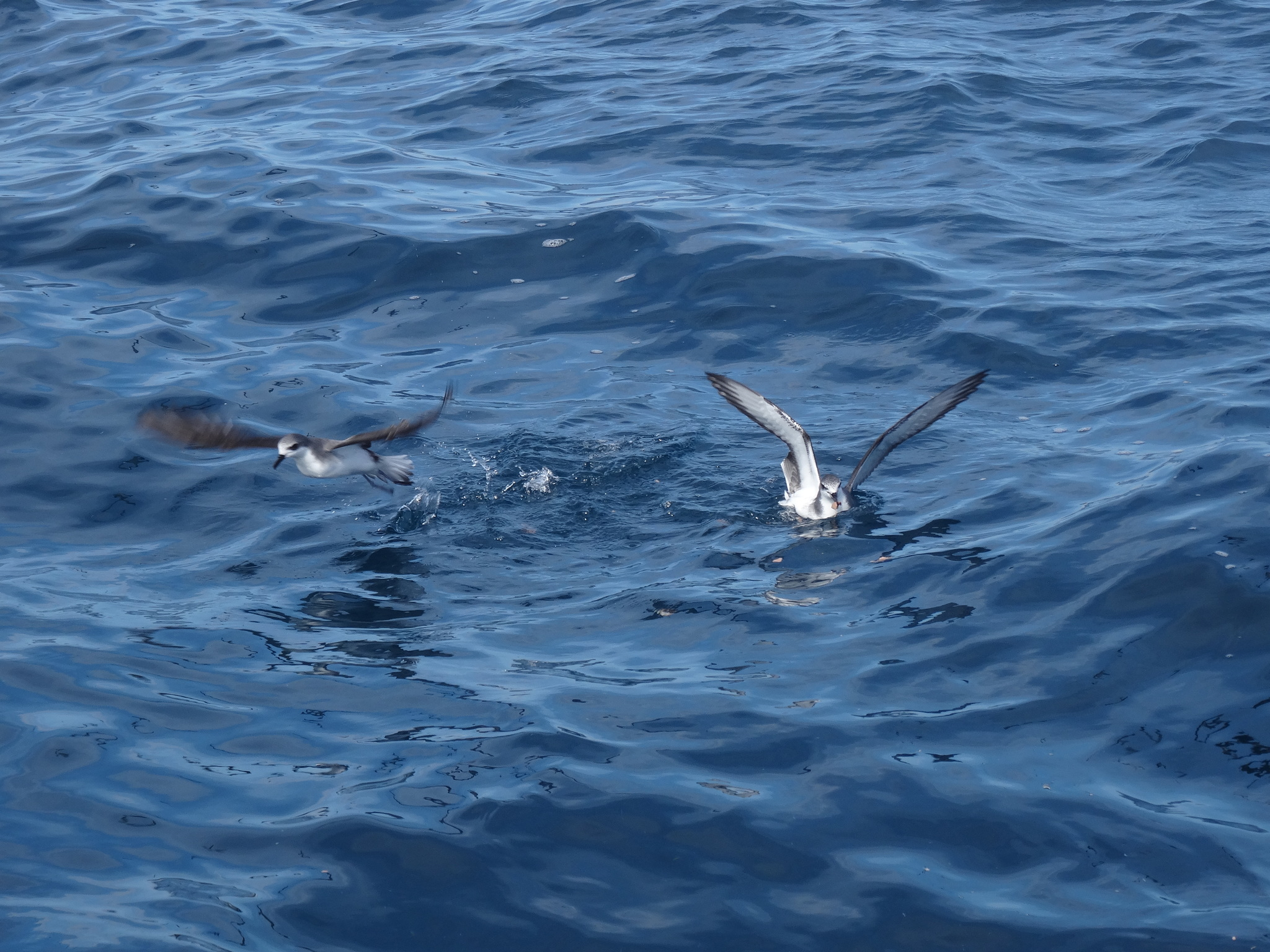
Dvojice buřňáků Cookových na hladině

Buřňáci Cookovi hnízdí v koloniích na strmých svazích zarostlých původními lesy. Původně hnízdili hlavně v kopcovitých oblastech do 1000 m n. m. do 30 km od moře, dnešní ostrovní populace jsou však soustředěny v nižších nadmořských výškách. K zahnízdění na Malém bariérovém ostrově dochází od září do dubna, na Whenua Hou je toto období posunuto o měsíc dopředu. Kolonie buřňáků Cookových na Malém bariérovém ostrově se volně mísí s buřňáky Parkinsonovými.
Buřňáci Cookovi si hloubí nory v lesní podlážce, často mezi kořeny stromů. Nory bývají 1–5 m hluboké. Samice klade pouze jedno bílé vejce o rozměrech 53×39 mm a váze kolem 43 g. Partneři se střídají v inkubaci a zatímco jeden z partnerů inkubuje, druhý shání potravu na moři. První „směnu“ si bere na starost samice, načež ji střídá samec. Tyto směny trvají v průměru 14 dní a mohou trvat i kolem 4 týdnů. Inkubace trvá kolem 47 dní. Mláďata se osamostatňují za cca 87 dnů.

## Ohrožení
V minulosti populace druhu značně utrpěla introdukcí savčích predátorů, kteří vyhladili populace na hlavních ostrovech. V době přítomnosti krys na Malém bariérovém ostrově tito hlodavci sežrali až 90 % vajec a mláďat. V roce 2006 byly krysy na tomto ostrově vyhubeny a hnízdní úspěšnost buřňáků Cookových narostla z 5 % na 70 %. Podobně buřňákům Cookovým pomohlo i odstranění divoce žijících koček z Malého bariérového ostrova či odstranění chřástalů wek z Whenua Hou v 80. letech 20. století. Ještě počátkem 20. století se na Whenua Hou nacházelo kolem 200 000 párů buřňáků Cookových, avšak predace vajec krysami a chřástaly wekami snížila populaci buřňáků na méně než 100 párů. Po odstranění chřástalů a krys dochází k postupnému obnovení populačních stavů.
Mezinárodní svaz ochrany přírody ve své zprávě o stavu populace z roku 2018 uvádí, že je populace na vzestupu, přesto druh hodnotí jako zranitelný. Důvodem je hlavně vysoká citlivost druhu na přítomnost predátorů. Vzhledem k tomu, že řada z těchto predátorů umí přeplavat i poměrně velké vodní plochy, jsou ptačí kolonie buřňáků Cookových pod neutuchající hrozbou. Na Velkém bariérovém ostrově se stále nachází zdivočelé kočky, chřástalové weky i krysy (obecné i ostrovní), které silně ohrožují zdejší populaci, nicméně početně tato populace představuje jen malý zlomek z celkové populace.